# Дюны (пляж)
Дю́ны — пляж на побережье Финского залива в Курортном районе Санкт-Петербурга (примерно в 30 километрах от центра города), в рекреационной зоне Карельского перешейка, к югу от береговой полосы посёлка Солнечное. 
Расположен в устье северного рукава реки Малая Сестра, рядом с санаторием и гольф-клубом «Дюны», бывшим пансионатом «Дюны» и недалеко от санатория «Сестрорецкий курорт», находящегося в пригороде Петербурга Сестрорецке.
С 1960-х до середины 2010-х гг. был известен как место отдыха нудистов. 
По состоянию на 2025 год, пляж обслуживается, он оборудован дежурными спасательными пунктами; доступ бесплатный.

## Описание
Пляж песчаный, имеет дюнный ландшафт. Дюны сестрорецкого взморья начали формироваться более 5000 лет назад при отступлении Литоринового моря. Вдоль песчаного побережья произрастают разреженные (из-за недостатка питательных веществ) сосняки с преобладанием сосны обыкновенной (Pinus sylvestris). Пионерами зарастания дюн, в частности пляжа Дюны, являются специфические травянистые растения, такие как колосняк песчаный.   
Пляж расположен на Карельском перешейке в Приневской низине, в месте впадения северного рукава Малой Сестры в Финский залив. Во второй половине XX в русло Малой Сестры пересыпало ветровыми песками, после того как расход воды, сбрасываемой из Сестрорецкого Разлива по Малой (Заводской) Сестре, сократился. Земляные работы 2013 года привели к восстановлению водостока. 
Административно пляж относится к Сестрорецку, внутригородскому муниципальному образованию в составе Курортного района города федерального значения Санкт-Петербурга. Благоустройством, вывозом мусора и содержанием территории пляжа занимается Санкт-Петербургское государственное бюджетное учреждение по благоустройству «Курортный берег». 
Особенностью пляжа, по сравнению с другими пляжами на Финском заливе, является чистота песка. Пляж, в бытность его нудистским, постоянно убирался силами отдыхающих. Вместе с тем качество воды (как в зоне пляжа, так и в Финском заливе в целом) не соответствует санитарным нормам и при заглатывании может вызвать кишечные и энтеровирусные инфекции, вирусный гепатит А и другие инфекционные заболевания, поэтому Роспотребнадзор не рекомендует там плавать.

## История

### Имперский период
В дореволюционные годы местность вокруг реки Раяйоки (с фин. — «пограничная река») и одноимённой финской деревни официального названия не имела, однако была известна как место отдыха дачников ещё с XVIII века. Эти живописные места привлекали творческую интеллигенцию, театралов и жителей посёлка Оллила. Побережье Финского залива севернее Белоострова, находившееся тогда на территории Великого княжества Финляндского, было особенно популярно у петербуржцев. Со столицей Российской империи его связала Финляндская железная дорога: в 1906 году на ней был открыт полустанок Оллила (близ нынешней платформы Солнечное). Несколько ранее (1900) на находящейся по российскую сторону границы Приморско-Сестрорецкой дороге появились станция (ныне платформа) Курорт и (ныне не существующая) станция Дюны. После открытия этих железнодорожных станций территория стала активно застраиваться, а в летнее время петербуржцы стали массово переселяться на дачи.  

### Советский период
После заключения Московского мирного договора в 1940 году, участок побережья, включая нынешний пляж, отошёл от Финляндии к Советскому Союзу и стал частью нейтральной полосы на границе между двумя государствами. Возможно, здесь проходила граница по Ореховецкому договору. В ходе переименования финских топонимов на русские в 1948 году местность получила название «Дюны», а затем такое же наименование получил и дом отдыха, построенный в 1979 году на самом берегу Финского залива. 
В советское время рядом были построены пансионаты и дома отдыха, а пляж облагорожен. 

### Постсоветский период
В 2013 году были проведены землеройные работы по углублению устья северного рукава реки Малая Сестра. Комитет по природопользованию администрации Санкт-Петербурга обосновал необходимость этих мероприятий заилением устья и его заносом песком вследствие эрозионных процессов, что привело к обмелению русла и регулярному затоплению прилегающих территорий весной.
- Работы 2013 года

В 2024 года были проведены реконструкция и благоустройство части пляжа в рамках национального проекта «Жильё и городская среда». А именно, была проведена расчистка побережья, проложена дорожка-настил к парковке, установлены раздевалки и туалеты, волейбольные стойки, две детские площадки, вышки для спасателей, скамейки и лежаки, велопарковки. Из МАФов были установлены буквы-скульптуры «ДЮНЫ» из дерева; на входе отдыхающих встречают фигурки нерп.

## Пограничные знаки
В 1986 году в зоне пляжа откопали и установили два древних гранитных пограничных столба с высеченными на них крестами и позднейшей надписью «СССР» начала XX века.
- Столб в лесу рядом с пляжем
- Вид с юга
- Вид с севера
- Столб на  пляже

При выполнении работ по обустройству русла реки Малая Сестра были демонтированы старые гранитные пограничные столбы. Рабочие не знали, что эти столбы пограничные и представляют историческую ценность, поэтому хотели их просто закопать, чтобы не мешались. Об этом от жителей узнали депутаты Муниципального совета города Сестрорецка. На место оперативно был направлен депутат А. А. Ваймер. Он вмешался в ситуацию, и исторические столбы были спасены. Сейчас депутаты решают, где их установить — то ли после завершения гидротехнических работ вернуть на прежнее место, то ли установить в сестрорецком Сквере пограничников.
— Газета «Здравница Санкт-Петербурга» №14(311) 31 мая 2013 года, с.3
В 2014 году пограничные столбы были демонтированы. Два столба (под номерами 1 и 2) были перенесены на экспозицию в музей «Сестрорецкий рубеж» с целью охраны памятников от вандализма со стороны отдыхающих.

## Натуристы
Первые упоминания о существовании здесь натуристского пляжа относятся к началу 1960-х годов. В те годы натуризм входил в конфликт с советской идеологией и не одобрялся властями. Сообщество испытывало на себе недовольство части советского общества, а также периодически подвергалось преследованию милиции.
С 1992 года натуристский пляж «Дюны» получил официальный статус. Это произошло после официальной регистрации организации «Петербургское общество культуры свободного тела» (ОКСТ) 30 января. В 2008 году пляж был включён в престижный американский каталог «1000 лучших пляжей и мест отдыха для нудистов в мире». В жаркие дни в сезон, по разным оценкам, здесь отдыхало от 100 до 500 обнажённых.
В начале 2010-х годов, в связи со строительством на побережье элитного жилого комплекса пляж лишили его естественного ограждения в виде высоких кустов, высаженных отдыхавшими, в результате чего зона отдыха оказалась открытой для глаз прохожих — и начались попытки изгнать нудистов из «Дюн». Летом 2014 года в эфире радиостанции «Радио Мария» состоялась встреча депутата Законодательного собрания Санкт-Петербурга Виталия Милонова и 1-го заместителя Главы администрации Курортного района Санкт-Петербурга Анатолия Повелия, посвящённая судьбе пляжа. В итоге за 2013—2015 годы пляж был де-юре лишён статуса нудистского, и там появились угрожающие штрафом за обнажение плакаты.
В таких условиях число энтузиастов снизилось. Тем не менее, некоторые, по состоянию на 2022 год, продолжали загорать в обнажённом виде, а сам пляж «Дюны» по инерции был оценён как одно из лучших в России мест для нудистского отдыха (оказался на четвёртом месте). В 2023 году нудисты переместились к небольшому озеру на территории санатория «Дюны», к ним примкнули разные неадекватные личности[стиль], что вызывало возмущение персонала и гостей санатория.

## Транспортная доступность
Ближайшие остановки электропоездов (с Финляндского вокзала гор. Санкт-Петербурга) — платформы Курорт и Солнечное.
Автобусное сообщение: маршрут №310 гор. Сестрорецка и маршрут №211 м. «Черная Речка» – гор. Зеленогорск; ближайшая к «Дюнам» остановка находится напротив моста Заречная дорога.